# Martin Rehm (Fotograf)

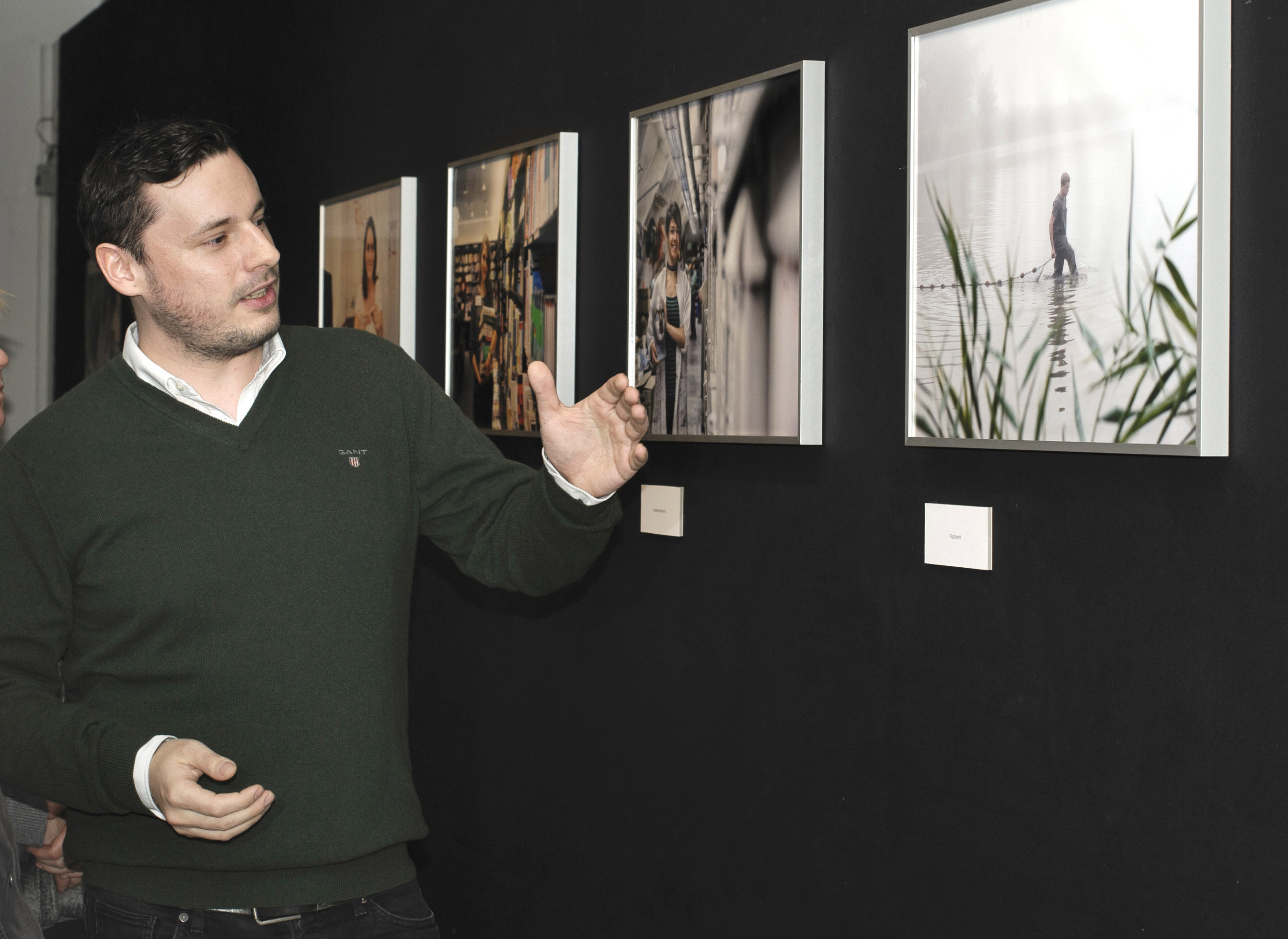
Martin Rehm bei einer Ausstellung in Nürnberg, 2015

Martin Rehm (* 5. März 1985 in Kronach) ist ein in der Metropolregion Nürnberg lebender deutscher Fotograf. 

## Leben
Rehm wuchs in Altenkunstadt (Landkreis Lichtenfels) auf, absolvierte das Abitur, den Wehrdienst und zunächst eine Lehre zum Bankkaufmann. Er studierte an der Technischen Hochschule Georg Simon Ohm Nürnberg Kommunikationsdesign mit Schwerpunkt Fotografie und erzielte im Anschluss den Master of Business Administration an der Hochschule Ansbach. Bereits nach seinem ersten Studium nahm er im Jahr 2013 eine Tätigkeit als freischaffender Künstler (Fotograf) auf. Parallel zu Beruf und Studium kuratiert er Ausstellungen und entwickelte das Delta-Moment-Modell®, welches sich aus fototheoretischer Sicht mit den essentiellen Faktoren, die eine gute Fotografie ausmachen, auseinandersetzt.

## Werk
Insbesondere seine Studien-Abschlussarbeit Verschwunden erlangte größere Aufmerksamkeit und sensibilisierte die öffentliche Wahrnehmung für das Thema Firmeninsolvenzen, Arbeitsplatzverlust und den damit verbundenen Schicksalen der ehemaligen Arbeiter und Angestellten.
2014 wurde Rehm für seinen fotografischen Einsatz für Toleranz und Menschenrechte vom Nürnberger Menschenrechtszentrum e. V. (NMRZ) in Zusammenarbeit mit Nikon ausgezeichnet.
Zahlreichen Preisen sowie diversen Ausstellungen seiner Werke folgte zu Beginn des Jahres 2015 Rehms erste museale Ausstellung Made in Franken. Menschen. Bilder. Berufe. im Museum für Industriekultur Nürnberg. „Berufe ansprechend und vor allem authentisch darzustellen, ohne zu idealisieren oder zu verfälschen“ war der Anspruch von Rehms Arbeiten.
Rehm setzt sich in seinen vielfältigen fotografischen Arbeiten künstlerisch mit Fragen des Humanismus, der Sozialphilosophie, der Menschenrechte, sowie mit Menschen und ihrer Arbeit auseinander.

## Ausstellungen
Nachfolgend einige ausgewählte Ausstellungen:
- 2020: Kunstgalerie, Kulmbach
- 2016: Orangerie, Strasbourg
- 2016: NordArt[5]
- 2015: Museum für Kommunikation, Frankfurt
- 2015: Kurier-Galerie, Wien
- 2015: Museum für Industriekultur, Nürnberg
- 2015: Nikon-Galerie, Düsseldorf
- 2014: Retro-Perspektive "ExtRehm", Fritz, Kulmbach
- 2014: Kreis-Galerie in der Straße der Menschenrechte, Nürnberg
- 2014: Galerie Treppenhaus, Erlangen
- 2014: Photo Spring Break, Künstlerhaus Nürnberg
- 2013: Quelle-Sommerkollektion, Nürnberg
- 2012: photokina Köln
- 2009: Fotoausstellung „Istanbul – Magische Stadt zwischen Orient und Okzident“, Lichtenfels

## Auszeichnungen
Nachfolgend einige ausgewählte Preise | Auszeichnungen:
- 1. Platz DOCMA-Award 2015
- Auszeichnung des Nürnberger Menschenrechtszentrums, 2014
- 1. Platz „Toleranz verbindet“ des Deutsch-Polnischen Kulturvereins, 2014
- Leistungsmedaille Deutscher Verband für Fotografie, 2014
- 1. Platz „Professionals“ „Fotoszene Metropolregion Nürnberg 2013“
- Publikumspreis „Fotoszene Metropolregion Nürnberg 2011“
- „Photo of the year 2010“ – Goldmedaille – Photographic Society of America

## Presse (Auswahl)
- „Im Blitzlicht – wenn Privates öffentlich wird“ – DOCMA-Award 2015, Ausstellung im Museum für Kommunikation – Die Welt
- „Made in Franken. Menschen. Bilder. Berufe“ – Ausstellung im Museum für Industriekultur – Bayerische Staatszeitung
- „Verschwunden“ – Bayerisches Fernsehen
- „Verschwunden“ – Bild-Zeitung
- „Verschwunden“ – Interview KunstNürnberg.de

## Veröffentlichungen
- Daniel Gerlach (Hrsg.): Muslime in Deutschland – Deutschlands Muslime, S. 20, Deutscher Levante Verlag, März 2015, ISBN 978-3-943737-23-3, Blick ins Buch (2. Innenansicht, Mitte, links)
- Martin Rehm: Playroom, Balatron Books, 2020, ISBN 978-3-9821769-0-1